# Benito Archundia
Benito Armando Archundia Téllez, född 21 mars 1966 är en mexikansk fotbollsdomare som bland annat dömt matcher i VM 2006 och VM 2010.
Matcher i VM 2006 som huvuddomare:
- Tjeckien - Italien  (gruppspel)
- Brasilien - Kroatien  (gruppspel)
- Frankrike - Sydkorea  (gruppspel)
- Schweiz - Ukraina  (åttondelsfinal) - Fakta om matchen
- Tyskland - Italien  (semifinal) - Fakta om matchen

Matcher i VM 2010 som huvuddomare:
- Italien - Paraguay  (gruppspel) - Fakta om matchen
- Portugal - Brasilien  (gruppspel) - Fakta om matchen
- Uruguay - Tyskland  (bronsmatch) - Fakta om matchen